# René Dijckmans
René Dijckmans (Helmond,  19 maart 1934) is een Nederlands voormalig voetballer die als doelman speelde.
Hij begon bij RKSV MULO en kwam verder uit voor Helmondia '55, Sportclub Enschede, N.E.C., Willem II en SBV Vitesse. Dijckmans brak door bij Sportclub Enschede en kwam in 1963 bij N.E.C.. Die club verhuurde hem direct aan Willem II waar Dijckmans onder meer in de Europacup II-wedstrijden tegen Manchester United keepte. In 1964 werd hij door N.E.C. geruild met Leo Beerendonk van Vitesse. Hij bouwde af bij RKSV MULO.

## Carrièreoverzicht
| Seizoen  | Club               | Competitie       | Wedstrijden | Doelpunten |
| -------- | ------------------ | ---------------- | ----------- | ---------- |
| 1955-'60 | Helmondia '55      | Eerste divisie   | ?           | ?          |
| 1960-'63 | Sportclub Enschede | Eredivisie       | ?           | ?          |
| 1963-'64 | N.E.C.             | Tweede divisie A | 0           | 0          |
| 1963-'64 | Willem II (huur)   | Eredivisie       | ?           | ?          |
| 1964-'65 | Vitesse            | Tweede divisie A | 7           | 0          |